# 島田勝之助
島田 勝之助（しまだ かつのすけ、1884年（明治17年）3月5日 - 1960年（昭和35年）2月10日）は、大正から昭和期の実業家、政治家。北海道炭礦汽船会長、貴族院勅選議員。

## 経歴
東京府で島田慶助の三男として生まれる。1903年（明治36年）東京外国語学校仏語科を卒業した。
卒業後、三井物産に入社した。1931年（昭和6年）ロンドン支店長に就任し、1934年（昭和9年）取締役となる。1935年（昭和10年）三井合名に転じて理事に就任。1936年（昭和11年）常務理事となり、北海道炭礦汽船取締役、三井鉱山取締役、三井農林会長を兼務した。1939年（昭和14年）三井合名、三井鉱山の役員を辞して北海道炭礦汽船取締役会長に就任した。
1946年（昭和21年）3月22日、貴族院勅選議員に任じられたが、同年6月15日に辞任。公職追放となり、1947年（昭和22年）2月北海道炭礦汽船会長を辞任した。
公職追放が解除され、1952年（昭和27年）北海道炭礦汽船会長に復帰し、1955年（昭和30年）8月まで在任し相談役となった。また日本石炭協会会長、日本商工会議所会頭代理、日本産業協議会設立準備会世話人、経済団体連合会常任理事、同評議委員会副議長、同顧問なども務めた。